# Discipline (album de Janet Jackson)
 (février 2018).
Si vous disposez d'ouvrages ou d'articles de référence ou si vous connaissez des sites web de qualité traitant du thème abordé ici, merci de compléter l'article en donnant les références utiles à sa vérifiabilité et en les liant à la section « Notes et références ».
Pour les articles homonymes, voir Discipline.
Albums de Janet Jackson
20 Y.O.
(2006) Number Ones
(2009)
Discipline est le dixième album de Janet Jackson, sorti le 26 février 2008. Il s’est vendu à 2 millions d’exemplaires .
Pour la première fois depuis l'album Control, aucun titre produit par ses partenaires de longue date Jimmy Jam & Terry Lewis ne figure sur la liste des titres de l'album. Jermaine Dupri, alors son compagnon, en est le producteur exécutif et produit la plupart des titres. Darkchild, Ne-Yo et The-Dream sont aussi présents à la production ainsi que Missy Elliott en collaboration. C'est aussi le premier album de Janet avec un autre label autre que Virgin Records.

## Liste des titres
1. I.D. (0:47)
2. Feedback (3:38)
3. Luv (3:09)
4. Spinnin'  (0:07)
5. Rollercoaster (3:50)
6. Bathroom break (0:40)
7. Rock With U (3:52)
8. 2nite(4:08)
9. Can't B good (4:13)
10. 4 words (0:07)
11. Never letchu go (4:07)
12. Truth or dare (4:07)
13. Greatest X (4:23)
14. Good morning Janet (0:43)
15. So much betta (2:52)
16. Play selection (0:17)
17. The 1  (feat.Missy Elliott)(3:40)
18. What's ur name (2:33)
19. The meaning (1:16)
20. Discipline (5:00)
21. Back (0:18)
22. Curtains (3:50)

## Classements hebdomadaires
| Classement (2008)                   | Meilleure place |
| ----------------------------------- | --------------- |
| Allemagne (Media Control AG)        | 38              |
| Australie (ARIA)                    | 16              |
| Autriche (Ö3 Austria Top 40)        | 45              |
| Belgique (Flandre Ultratop)         | 46              |
| Belgique (Wallonie Ultratop)        | 43              |
| Canada (Canadian Albums Chart)      | 3               |
| Espagne (Promusicae)                | 51              |
| États-Unis (Billboard 200)          | 1               |
| États-Unis (Top R&B/Hip-Hop Albums) | 1               |
| France (SNEP)                       | 43              |
| Italie (FIMI)                       | 58              |
| Norvège (VG-lista)                  | 30              |
| Nouvelle-Zélande (RIANZ)            | 35              |
| Pays-Bas (Mega Album Top 100)       | 28              |
| Royaume-Uni (UK Albums Chart)       | 63              |
| Suède (Sverigetopplistan)           | 54              |
| Suisse (Schweizer Hitparade)        | 9               |

## Singles
- Feedback (2007)
- Rock with U (2008)
- Luv (2008)
- Can't B good (2008)